# Блум (тауншип, Миннесота)
Блум (англ. Bloom) — тауншип в округе Ноблс, Миннесота, США. На 2000 год его население составило 213 человек.

## География
По данным Бюро переписи населения США площадь тауншипа составляет 92,9 км², из которых 92,7 км² занимает суша, а 0,2 км² — вода (0,20 %).

## Демография
По данным переписи населения 2000 года здесь находились 213 человек, 64 домохозяйства и 57 семей.  Плотность населения —  2,3 чел./км².  На территории тауншипа расположено 69 построек со средней плотностью 0,7 построек на один квадратный километр. Расовый состав населения: 99,06 % белых, 0,47 % афроамериканцев, 0,47 % — других рас США. Испанцы или латиноамериканцы любой расы составляли 3,76 % от популяции тауншипа.
Из 64 домохозяйств в 43,8 % воспитывались дети до 18 лет, в 87,5 % проживали супружеские пары и в 10,9 % домохозяйств проживали несемейные люди. 7,8 % домохозяйств состояли из одного человека, при том 1,6 % из — одиноких пожилых людей старше 65 лет. Средний размер домохозяйства — 3,33, а семьи — 3,49 человека.
29,6 % населения младше 18 лет, 12,7 % в возрасте от 18 до 24 лет, 28,2 % от 25 до 44, 24,9 % от 45 до 64 и 4,7 % старше 65 лет. Средний возраст — 34 года. На каждые 100 женщин приходилось 124,2 мужчин.  На каждые 100 женщин старше 18 приходилось 134,4 мужчин.
Средний годовой доход домохозяйства составлял 50 536 долларов, а средний годовой доход семьи —  51 429 долларов. Средний доход мужчин —  27 045  долларов, в то время как у женщин — 20 625. Доход на душу населения составил 15 171 доллар. За чертой бедности не находилась ни одна семья и 1,3 % всего населения тауншипа.